# جورج غوندا الثالث
جورج غوندا الثالث (بالإنجليزية: George Gund III)‏ هو شخصية أعمال أمريكي، ولد في 7 مايو 1937 في كليفلاند في الولايات المتحدة، وتوفي في 15 يناير 2013 في بالم سبرينغس في الولايات المتحدة.